# 홍순언 (1530년)
홍순언(洪純彦, 1530년~1598년)은 조선 중기의 한어 통역관, 외교관으로 본관은 남양(南陽)이다. 종계변무(宗系辨誣)와 임진왜란 당시 명나라의 구원군 파병에 공을 세웠으며, 종계변무에 세운 공로로 광국공신 2등관(光國功臣二等管)에 책록되었다. 기방에 팔려온 남경의 호부시랑 류모의 딸을 구해준 인연으로 그녀의 남편이자 당시 예부시랑 석성의 전폭적인 신뢰로 종계변무와 임진왜란 시 명나라 군대의 파병을 이끌어냈다. 사후에는 임진왜란 진압에 기여한 공로로 1604년(선조 37년) 선무원종공신 1등(宣武原從功臣一等)에 책록되었다.
그의 일화는 정재숭의 동평위공사견문록과 연암 박지원의 열하일기의 옥갑야화 편, 이익의 성호사설 17권 임진재조 등에 부분적으로 전해지다가 1928년 정인보가 그의 행적을 기술한 당릉군유사징을 편찬하여 널리 알려졌다. 초명은 덕룡(德龍), 자(字)는 사준(士俊)·순언(純彦)이고, 호는 동고(東皐)이다. 홍겸의 서자이다. 한성부 또는 경기도 광주군 출신.

## 생애

### 생애 초반
그의 가계는 남양 홍씨 첨사(詹事) 홍호(洪灝)의 동생인 예사 홍복(洪澓, 일명 홍복(洪復))의 12대손이다. 가선대부에 추증된 홍겸(洪謙)의 서자였다. 출신지는 한성부라는 설과 경기도 광주군이라는 설이 있다. 1899년에 편찬된 경기도 광주군의 향토지인 광주군지 인물편에 그에 대한 소개가 간략하게 실려 있다. 할아버지 홍경창(洪慶昌)은 사간원정언(司諫院正言), 안동부사(安東府使)등을 역임했고, 큰아버지 홍신(洪愼)은 평양부서윤(平壤府庶尹), 양주목사(楊州牧使), 형조참의(刑曹參議), 공조참의(工曹參議) 등을 역임하고 1539년(중종 34년)에는 명나라에 진하사(進賀使)로 다녀오기도 했다. 아버지 홍겸은 1531년 역과에 급제하여 명나라에 두 번 역관으로 다녀오기도 했다.
서출이었던 홍순언은 일찍이 한어(漢語)를 익혀 한어역관이 되었다. 처음 이름은 덕룡(德龍)이고 자는 순언이었는데 뒤에 순언을 본명으로 쓰게 되었다. 동생인 수언과 이복 동생인 덕린이 있었는데, 동생 수언은 1549년의 역과에 급제한 인물로 한어역관으로 활동하였다.

### 류씨 소녀와의 인연
홍순언은 기막힌 사건에 연류된다. 이 사건이 후에 홍순언의 생애에 엄청난 파장을 가져오는 계기가 된다.
명나라 연경에 체류 중 명나라의 예부 관원은 사신들을 대접한다며 홍등가로 데려갔다. 이때 홍순언은 그중 가장 값이 비싼 금 3천냥을 해어화채(解語花債)로 제시한 기생의 방에 들게 되었다.
그가 들어간 방의 기녀는 용모가 준수하였으나 소복으로 슬픈 모습이었다. 홍순언이 기녀에게 사연을 물은 즉 소녀의 성은 류씨로, 남경의 호부시랑 류모의 딸이다. 그러나 아버지 류모가 공금횡령 혐의로 누명을 쓰고 옥사하고 모친마저 죽게 되자 부모의 장례를 치를 사람과 비용이 없었고, 장례비용을 마련하기 위해 기방으로 팔려왔다는 것이다. 또한 이왕 첫 정을 바칠 바에는 용렬한 사내에게 정을 주느니 통이 큰 사내에게 정을 주려 했다는 것이다.
홍순언은 대죄하여 무릎꿇고 '작은 나라의 미관 말직 벼슬아치가 어떻게 대국의 귀한집 따님을 욕보이겠습니까' 하며 부복하여 절을 올리고, 자신이 가져온 돈 2천 냥과 인삼을 그녀에게 주었다. 2천냥과 인삼을 팔아 마련한 돈 1천냥으로 그날로 류씨 소녀의 빚을 청산해주고 장례비용까지 대주었다. 류씨 소녀는 거듭 감사하다 하며 그에게 성과 이름을 물어보았다. 그러나 자신은 그냥 조선의 홍역관이다.라고 했다. 류씨소녀는 은장(恩丈)이라 하며 거듭 감사를 표시했고, 그는 친히 소녀를 배웅하였다. 조선의 역관들은 조정의 허락 없이도 사적으로 인삼과 비단 무역이 가능했는데, 동료 역관들은 이것을 공짜로 류씨 소녀에게 주고 온 그를 바보라고 놀려댔다. 도리어 그가 류씨 소녀에게 준 2천냥의 돈이 공금이라 하여 대간의 탄핵을 받고 파직되어 옥에 갇혔다. 하지만 얼마 뒤 석방되었다.
이후 동료 역관들은 홍순언이 명나라에서 소녀를 구한 사실을 물었으나 그는 덮어두라며 일부러 언급하지 않았다.
기방에서 석방된 류씨 소녀는 홍순언이 준 3천냥으로 빚을 청산하고 부모의 장례를 치른 뒤 아버지의 친구였던 예부시랑 석성(石星)의 집에 하직인사차 들렸다. 오갈데 없던 그는 당시 석성의 본부인이 병환을 앓고 있었으므로, 석성 부인의 병구완과 간호를 하였다. 그러나 류씨 소녀의 지극정성의 간호에도 석부인은 병환의 차도 없이 세상을 떠났다. 그러나 자신의 부인을 지극정성으로 간호하는 모습에 감격한 석성은 류씨 소녀를 자신의 계비로 맞이하였다.
석성은 예부시랑으로 있다가 뒤에 병부시랑을 거쳐 예부상서로 승진했다. 류씨 소녀는 하루하루 황금 비단을 손수 짰는데, 병부시랑 석성의 후처가 된 뒤에도 류씨부인은 밤마다 직접 비단을 계속해서 짰다. 비단에는 보(報)와 은(恩)이 쓰여 있었는데, 이를 이상하게 여긴 석성이 류씨 부인에게 사연을 묻자 류씨부인은 아버지 류모의 빚과 장례비 마련이 어려워 기방에 갔던 일과 홍순언을 만난 일을 고백하였다. 석성은 동이족 중에도 의인이 있다며 그 기상을 칭찬하였다.
이후 조선에서 종계변무사신이 파견될 때마다 담당인사였던 석성은 사신을 만나주지 않으면서 이상하게 홍역관이 왔느냐는 질문을 계속 했다고 한다.
이를 이상하게 여긴 사신들은 귀국 후 이를 임금에게 보고하였다.

### 종계변무 성사
종계변무란 조선 건국 때부터 선조 때까지 2백여 년간 명(明)나라의 《태조실록》(太祖實錄)과 《대명회전》(大明會典)에 잘못 기록된 태조(太祖) 이성계(李成桂)의 세계(世系)를 시정해 달라고 주청하였던 사건이다. 태조때부터 시정을 위해 사신을 15회나 파견하였지만 전부 거절당하였다. 지속적으로 거부당하자 조선 14대임금인 선조는 “종계변무를 이번에 성사시키지 못하면 목을 쳐버릴 것이다.”라고 엄포를 놓았다. 이에 역관들은 겁에 질려 선뜻 나서지 못했다.
이윽고 1588년(선조 21년) 대제학(大提學) 황정욱(黃延或)을 종계변무사로 홍성민(洪聖民)을 부사로 파견했다. 이때 홍순언은 역관으로 파견되었다.
변무사절이 북경에 도착했을 때 명나라 예부상서 석성이 요동의 국경까지 영접 나와 홍역관이 왔느냐고 물었다. 그가 자신임을 밝히자 석성은 장인어른 큰절을 받으라며 그를 친히 모셔갔다. 이상하게 여기던 중 장안의 관사에 도착하자 귀부인이 나와 그에게 큰절을 올렸는데 이는 그가 명종 때 구해준, 이제는 석성의 계비가 된 류씨 소녀였다.
석성은 동방에도 그대와 같은 의인이 있었다며 후히 대접하였고, 황정욱과 그가 《대명회통》과 명나라 《태조실록》에 이인임의 아들 이성계로 기록된 내용이 잘못이고, 이성계는 이자춘의 아들임을 황제에게 설명하였다. 그러나 명나라의 대소관리들은 당대에 수정하지 않고 이제 와서 계속 번거롭게 구느냐며 의혹을 제기한다. 그러나 당시 예부상서였던 석성의 적극 건의로 개정되었다. 종계변무를 성사시킨 사절단은 귀국하였는데, 류씨 부인은 손수 짠, 보은이라는 글자가 새겨진 황금 비단 1백 필을 그에게 주었다. 그러나 그는 이익을 취하기 위한 일은 장사치나 하는 것이라며 비단을 거절하고 귀국했다.
사신이 탄 말이 압록강에 이르렀는데 류씨 부인과 하인들이 먼저 도착해 있었다. 짐승도 은혜를 아는 법인데 사람이 되어 은혜를 모른다면 그것은 금수만도 못한 것이라며 비단을 받기를 거듭 부탁하며 하소연하니 비단을 받아서 되돌아왔다. 종계변무를 성사시킨 공으로 홍순언은 광국공신 2등관(光國功臣二等管)에 책록되고, 면천 허통하여 자헌대부 당성군(唐城君)에 책봉되었다. 후에 우림위장(羽林衛將)이 되었다. 이후 동지중추부사를 거쳐 병조참판을 역임하였다.

### 임진왜란 파병 성사
1592년(선조 25년) 4월 임진왜란이 발생하자 조선 조정에서 명나라에 구원병을 요청하는 청병사신을 파견하게 되었다. 홍순언은 청병사신으로 북경에 갔다. 이때 조선 조정에서는 명나라에 바칠 뇌물을 마련하여 홍순언에게 주었으나 홍순언은 진심으로 설득해도 설득이 될까말까 한데 어찌 뇌물로 매수할 생각을 하느냐며 대신들을 호통쳤다.
그가 장안에 도착하여 조선이 일본 도요토미 히데요시의 천조국 정벌 음모를 접했음에도 이를 거절하다가 침략을 당했다며 사정을 설명하였으나 명나라의 관리들은 조선이 일본과 짜고 명나라를 토벌하려 하는 것은 아니냐며 조선 지원을 반대하였다. 하지만 당시 병부시랑으로 있던 석성의 도움으로 홍수언은 명나라 군사 5만 명의 파병을 성사시킨다. 석성을 통해 그의 의기를 접하게 된 명나라 장수 이여송은 그를 믿고 선뜻 가겠다고 자청했고, 선조가 이여송을 만날 때에도 그가 통역했다고 한다.
관직은 자헌대부에 이르렀고, 1598년에 병사하니 향년 68세였다. 사후 조선에서는 판중추부사(判中樞府事)에 증직되었고, 명나라로부터는 은청광록대부(銀靑光祿大夫)의 증직을 받았다.

### 사후
1604년(선조 37년) 선무원종공신 1등(宣武原從功臣一等)에 책록되었다.
그의 이야기는 효종의 부마인 동평위 정재륜의 동평위공사견문록과 연암 박지원의 열하일기의 옥갑야화 편, 이익의 성호사설 17권 임진재조 편 등에 기록되어 후대에 전하게 되었다. 첫째 아들 홍건은 임진왜란 때 공을 세워 당상관을 지냈고, 넷째 아들 홍운(洪運)은 광해군 때인 1612년 생원시에 합격하였고, 홍건의 아들인 손자 홍효손은 숙천부사를 지냈다.
홍순언의 일화는 조선 후기의 소설 《이장백전》의 모태가 되기도 했다. 그의 행적은 정재숭과 박지원, 이익의 저서를 통해 일부 알려졌으나, 조선이 멸망할 때까지도 자세하게 알려지지 않았다. 그의 일화가 일반에 널리 알려진 것은 1920년대였다.
조선 멸망 후 1928년 위당 정인보는 그의 방계후손 홍정구의 부탁을 받고 당릉군유사징(唐陵君遺事徵)을 찬하였다. 정인보는 당릉군유사징의 '唐陵君遺事徵引文'에서 홍순언 동생 홍덕린의 후손인 홍정구(洪正求)가 자신(정인보)을 찾아와 선조 당릉군의 행적이 너무 미약하니 선조의 행적을 기술한 유사(遺事) 편찬을 부탁하였다고 밝히고 있다. 홍정구는 여러 번 정인보를 찾아와 거듭 부탁하였고, 정인보는 시대가 바뀌어 가족도 몰라보는 시대에 홍정구의 조상을 추모하는 의리에 감동하여 결국 이를 수락했는데, 정인보는 자료가 부족한 가운데서도 동평위공견사문록, 열하일기의 옥갑야화편 외에도 직접 여러 가지 사적을 조사하여 1928년 당릉군유사징 제1권《당릉군유사 (唐陵君遺事)》를 집필하였다.

## 가족 관계
- 할아버지: 홍경창(洪慶昌)
  - 백부: 홍신(洪愼)
- 아버지: 홍겸(洪謙)
- 어머니(적모): 미상
  - 이복 동생: 홍덕린(洪德麟)
- 생모: 미상, 홍겸의 소실
  - 동생: 홍수언(洪秀彦, 후사 없음)
- 부인:
  - 아들: 홍건(洪建 또는 홍달(洪達))
    - 손자: 홍효손(洪孝孫)

  - 아들: 홍구(洪逑)
  - 아들: 홍준(洪遵 또는 홍변(洪邊))
    - 손자: 홍효승(洪孝承)

  - 아들: 홍운(洪運, 1574년~?)
    - 손자: 홍효선(洪孝善)

  - 아들: 홍찬(洪選, 홍조(洪造))
    - 손자: 홍효증(洪孝烝)

## 수상 경력
- 1589년(선조 13) 광국공신 2등
- 1604년(선조 37년) 선무원종공신 1등(宣武原從功臣一等)

## 평가
허봉은 그가 말을 잘 한다고 평가하였다. '홍순언의 말은 조리가 있어서 기록할 만하고, 들어도 싫증나지 않으며 오래 들으면 피로도 잊었다'고 높게 평가하였다.
동평위 정재륜은 동평위공견사문록에서 천한 위치(서자)였음에도 마음씨를 바르게 써서 본인도 출세하고 나라도 위기에서 구했다고 평하였다.

## 기타
그가 1588년 류씨부인에게서 선물로 받은 1백 필의 비단에서 그가 살던 동리를 고운담동, 미동(美洞), 미장동(美墻洞), 미담동, 미단동 등으로 불리게 되었고, 그의 집 담벼락에는 효,제,충,신이라는 큰 글자가 새겨져 있었다. 이는 후일 서울특별시 청담동의 지명 유래가 되었다.
성호사설 17권 임진재조에는 이후 명나라가 청나라의 침략을 받아 멸망하게 될 때 임진왜란 당시 5만의 병력을 파견하게 했던 석성이 투옥된 것을 기록한다. 이익은 '1640년대 석성이 투옥된 후 이항복이 명나라의 베이징에 갔을 때 석성의 문하생인 양씨가 와서 "귀국에서 말 한마디라도 올려 스승을 구해주기를 청한다"고 간청하였지만 이항복 등 조선의 사절단들은 이를 웃으면서 방관하였고, 한 사람도 사신을 보내 석성의 억울한 옥사를 변명해주지 않았다'고 비판하였다. 석성의 문인은 조선에 와서도 스승 석성을 구해줄 것을 청했으나 조선 조정은 입으로만 소중화, 재조지은을 외칠 뿐 양씨의 청을 거절하였다. 성호 이익은 이를 언급하며 당시 관료들의 배은망덕함을 질타하였다.

## 관련 서적
- 김영숙, 〈역관 홍순언과 조명외교〉, 중국사학회, 《중국사연구 제70집 (2011년 2월호)》 (중국사학회, 2011) pp195~222
- 이용선, 《청백리 열전》 (매일경제신문사, 1993) pp226~238
- 허봉, 《조천기 》(상) (민족문화추진회)
- 《국역 연행록선집 1》 (경인문화사, 1976) pp.86-169

## 같이 보기
- 대명회통
- 종계변무
- 석성
- 한확
- 이지방
- 황정욱
- 임상옥

## 참고 문헌
- 선조실록
- 선조수정실록
- 동평위공사견문록
- 열하일기
- 남양홍씨세보